# Forsythia suspensa
Forsythia suspensa (Chino: 连翘; pinyin: liánqiào) es una especie de planta medicinal perteneciente a la familia Oleaceae. Es una de las 50 hierbas fundamentales usada en la medicina tradicional china.

## Distribución
Es nativa de Asia en China - Anhui, Hebei, Henan, Hubei, Shaanxi, Shandong, Shanxi y Sichuan.

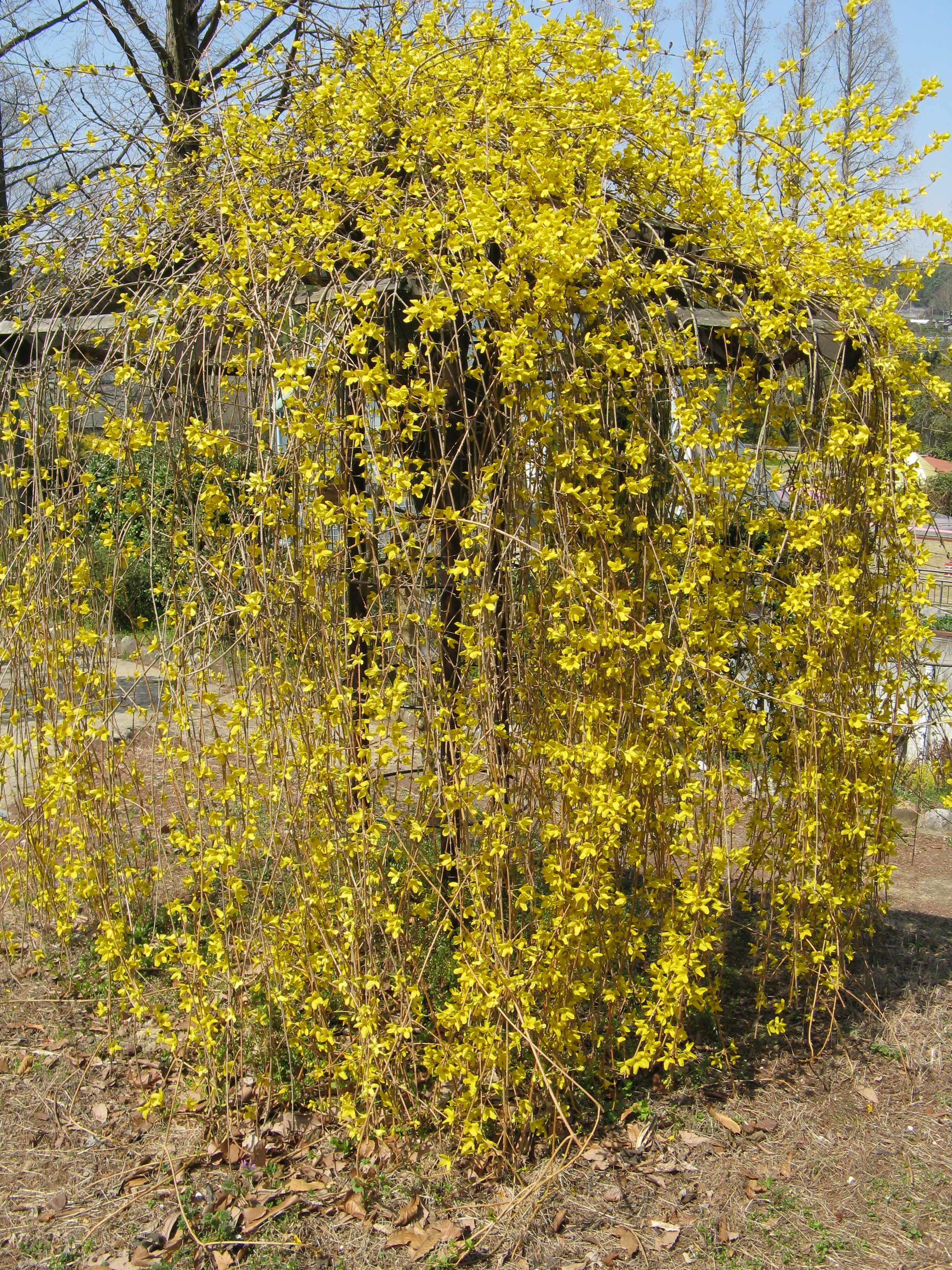
Forsythia suspensa.

## Descripción
Forsythia suspensa es un arbusto grande a muy grande, puede ser cultivado como planta ornamental. Pertenece a los arbustos de primavera, con flores amarillas. Se cultiva y son apreciados por ser resistentes y fiables plantas de jardín.

## Propiedades
Los frutos se recogen en el otoño y son utilizados por sus efectos antisépticos y antiinflamatorios.

## Sinonimia
- Syringa suspensa Thunb.
- Forsythia fortunei Lindl.
- Ligustrum suspensum Thunb.
- Rangium suspensum (Thunb.) Ohwi[5]